# Károly Zsák
Károly Zsák (Budapest, 30 agosto 1895 – Budapest, 2 novembre 1944) è stato un calciatore ungherese, di ruolo portiere.

## Carriera

### Nazionale
Ha collezionato 30 presenze con la propria nazionale.